# Cleistopholis
Cleistopholis is een geslacht uit de familie Annonaceae. De soorten uit het geslacht komen voor van in tropisch West-Afrika tot in Angola.

## Soorten
- Cleistopholis glauca Pierre ex Engl. & Diels
- Cleistopholis patens (Benth.) Engl. & Diels
- Cleistopholis staudtii (Engl. & Diels) Engl. & Diels